# Kenji Baba
Kenji Baba (馬場 賢治, Baba Kenji) est un footballeur japonais né le 7 juillet 1985. Il évolue au poste de milieu de terrain.

## Biographie
Kenji Baba commence sa carrière professionnelle au Vissel Kobe. Par la suite, il est prêté, puis transféré au Shonan Bellmare.